# William O'Connell
William Henry O'Connell (8 de diciembre de 1859, † 22 de abril de 1944) fue un sacerdote estadounidense perteneciente a  la Iglesia católica, Arzobispo de  Boston desde 1907 hasta su fallecimiento. Fue nombrado cardenal el 28 de octubre de   1911.

## Biografía
Nacido en Lowell, localidad ubicada en el condado de Middlesex en el estado estadounidense de Massachusetts. Hijo legítimo del matrimonio formado por los emigrantes irlandeses John y Bridget (de soltera Farrelly) O'Connell.
William era el menor los once hermanos, seis chicos y cuatro chicas.
Su padre trabajaba en una fábrica textil y murió cuando William tenía apenas cuatro años de edad.
En su período de estudiante destaca en la música mostrando su habilidad con el piano y el órgano.
En 1876 ingresa en el seminario de San Carlos (St. Charles College) de la ciudad de Ellicott en Maryland, donde fue alumno del poeta  John Banister Tabb.
Dos años más tarde regresa a Massachusetts para continuar su formación en el  Boston College,  universidad, católica, de la Compañía de Jesús, ubicada en Chestnut Hill, donde se graduó en 1881 con matrícula de honor en filosofía,  física y química.
Amplió sus estudios en el Pontificio Colegio Norteamericano de Roma.

## Sacerdocio
El 8 de junio de 1884 fue ordenado sacerdote por el cardenal Lucido  Parocchi.
En 1885 termina su estancia en Roma por causa de una  neumonía, circunstancia que le impide finalizar su doctorado ( Divinitatis Doctor in Latin) en teología que estaba cursando en la  Pontificia Universidad Urbaniana.

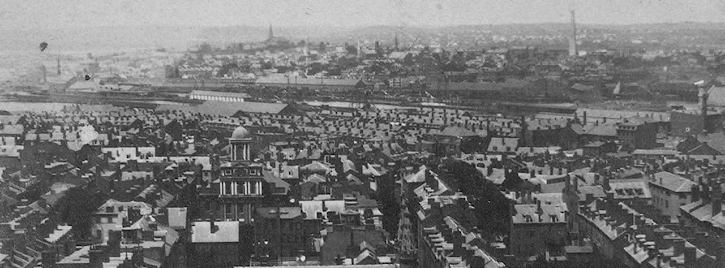
barrio de West End a finales del.

A su regreso a Massachusetts ejercita su labor pastoral como cura párroco de la iglesia de San José en Medford y, ya en 1886, en la Iglesia de San José del barrio de  West End en la ciudad de  Boston.
En 1895 regresa a Roma donde desempeña el cargo de rector del Colegio Norteamericano.
En 1897 fue elevado al rango de Prelado de Honor de Su Santidad,  antes conocido como Prelado Doméstico de Su Santidad.

## Carrera episcopal

### Obispo de Portland

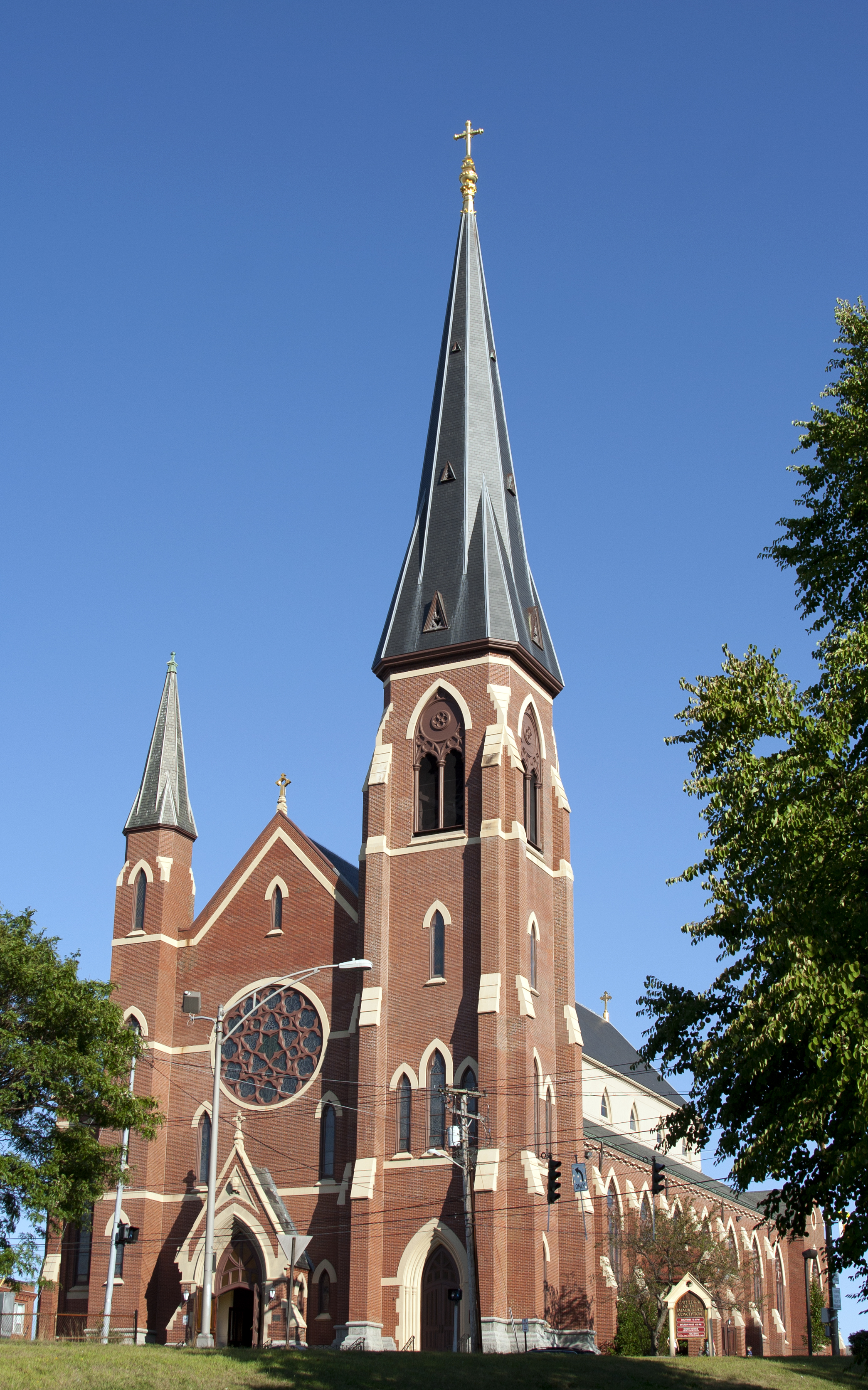
Catedral de la Inmaculada Concepción en Portland.

El 8 de febrero de 1901 fue nombrado por el papa León XIII obispo de la Diócesis de Portland situada en el estado de Maine.
Recibió su consagración episcopal el 19 de mayo de manos del cardenal Francesco  Satolli, con arzobispos Edmund Stonor y Rafael Merry del Val, en la Basílica de Letrán en Roma.
En 1905, además de sus deberes como obispo diocesano, O'Connell fue nombrado enviado papal ante Meiji, Emperador del Japón; siendo recompensado con el Gran Cordón de la Orden del Tesoro Sagrado y  nombrado Asistente al Solio Pontificio.

### Arzobispo de Boston y Cardenal
El 21 de febrero de 1906 fue nombrado obispo coadjutor de Boston, con derecho a sucesión del Arzobispo John Joseph Williams cuya salud entonces se encontraba deteriorada,  y Arzobispo titular de Constantina.
Tras el fallecimiento Williams,  acaecido el 30 de agosto de 1907,  O'Connell fue el segundo Arzobispo de Boston.
Francis Spellman fue obispo auxiliar de O'Connell antes de ser nombrado arzobispo de Nueva York.

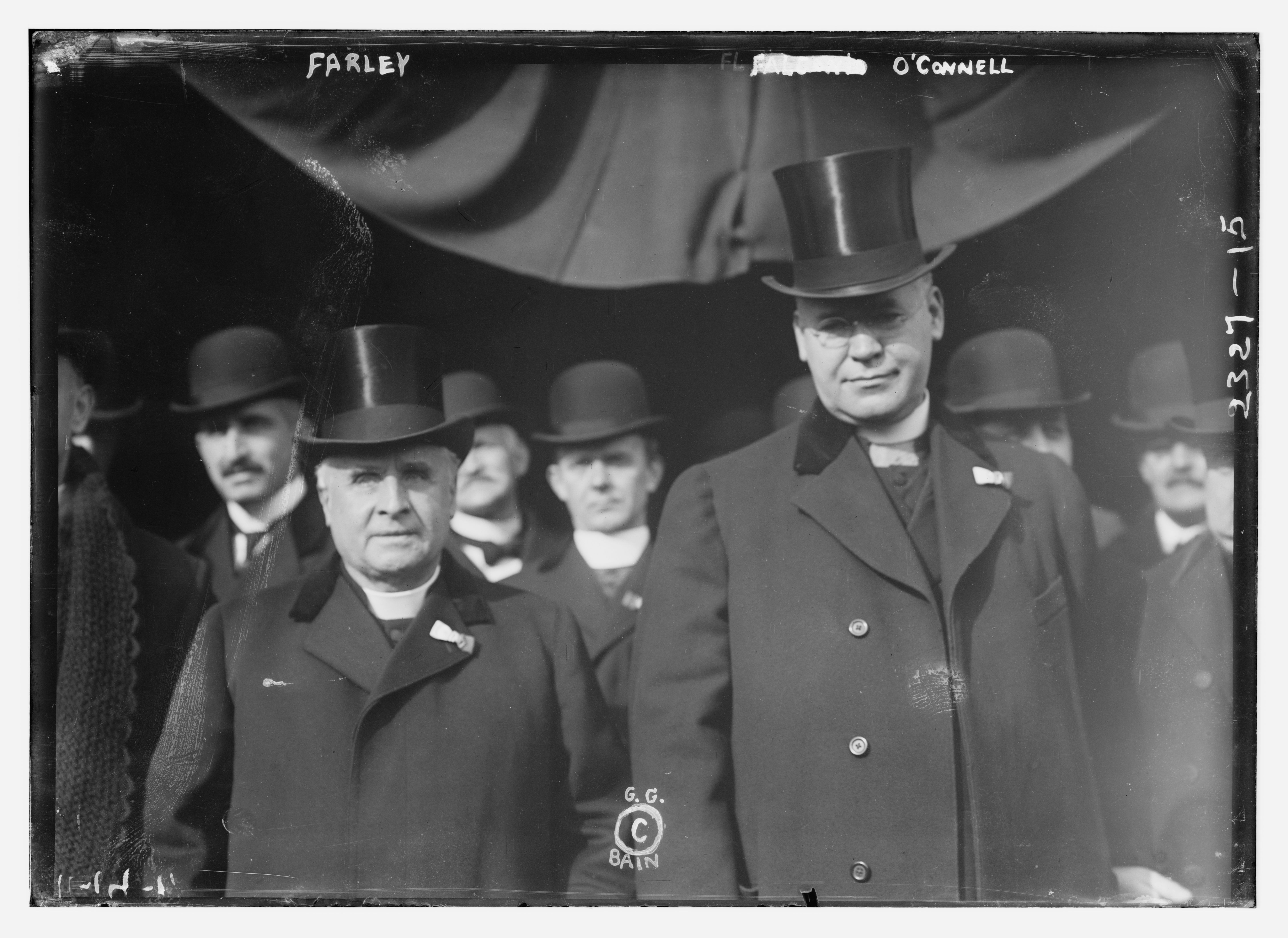
Los cardenales Fraley y O'Connell.

En el Consistorio celebrado el 28 de octubre de 1911 el papa Pío X nombró cardenales a John  Murphy Farley, arzobispo de Nueva York y a William Henry O'Connell, Arzobispo de Boston.
El 27 de noviembre de 1911, O'Connell se convirtió en primer cardenal arzobispo de Boston, asignándole la Basílica de San Clemente de Letrán.
Como Cardenal participa en los Cónclaves celebrados en los años 1914, 1922 y 1939.

## Muerte
O'Connell murió de neumonía en Brighton, a los 84 años. Fue enterrado en la cripta de una pequeña capilla (Inmaculada Concepción) que había construido en los terrenos del Seminario de St. John. En 2004, la Arquidiócesis vendió la propiedad al Boston College y en 2007 anunció planes para trasladar sus restos a la Escuela de San Sebastián, que O'Connell fundó en 1941. Después de una prolongada demanda, los familiares de O'Connell, que se habían opuesto a cualquier exhumación, acordaron que sus restos serían trasladados a un patio del Seminario. El reingreso tuvo lugar el 20 de julio de 2011.